# راکی ۴
راکی ۴ (به انگلیسی: Rocky IV) یک فیلم ورزشی و درام آمریکایی محصول سال ۱۹۸۵ با بازی نویسندگی و کارگردانی سیلوستر استالونه است. این دنباله راکی ۳ و چهارمین قسمت از مجموعه فیلم‌های راکی محسوب می‌شود. در این فیلم همچنین تالیا شایر، برت یانگ، کارل ویترز، بریگیته نیلسن و دولف لاندگرن به ایفای نقش پرداخته‌اند. در این قسمت فیلم، راکی بالبوآ (استالونه) با ایوان دراگو (لاندگرن)، بوکسور شوروی که مسئول ایجاد یک تراژدی شخصی است، مبارزه می‌کند. راکی چهارم اولین فیلم آمریکایی دولف لاندگرن و آخرین تلاش کارگردانی استالونه تا سال ۲۰۰۶ بود.
توسعه چهارمین فیلم راکی بلافاصله پس از موفقیت راکی سوم آغاز شد، که پس از شکایت حقوق کپی رایت با جنجال مواجه شد. فیلمبرداری اصلی در سال ۱۹۸۴ با مکان‌های فیلمبرداری از جمله فیلادلفیا، وایومینگ و ونکوور آغاز شد. استالونه و لاندگرن در سکانس‌های مبارزه خود مشت‌های معتبری انجام دادند که منجر به بستری شدن استالونه در بخش مراقبت‌های ویژه شد. فیلمبرداری همچنین دارای جلوه‌های ویژه جدید و روش‌ها و تجهیزات ورزشی مبتکرانه و پیشگامانه بود که برخی از آنها سال‌ها از استفاده عمومی حذف شدند. راکی ۴ به‌خاطر تم‌های قوی جنگ سرد و آهنگ‌های تم موفق «سوختن دل» و «زندگی در آمریکا» شهرت دارد. راکی ۴ در ۲۱ نوامبر ۱۹۸۵ در لس آنجلس به نمایش درآمد و در ۲۷ نوامبر در ایالات متحده اکران شد. این فیلم نقدهای متفاوت تا منفی را دریافت کرد، با انتقادهایی برای فیلمنامه قابل پیش‌بینی و مضامین جنگ سرد، که برخی از منتقدان آن را به عنوان تبلیغات و تسهیل نمایش منفی روس‌ها می‌دانستند. با این حال، اعتبار دراگو به عنوان یک شرور مورد ستایش قرار گرفت. علیرغم استقبال از آن، این فیلم با فروش ۳۰۰ میلیون دلاری در سراسر جهان به موفقیت رسید و به پرفروش‌ترین فیلم این مجموعه و سومین فیلم پرفروش سال ۱۹۸۵ تبدیل شد.

## داستان
در سال 1985، ایوان دراگو بوکسور روسی از اتحاد جماهیر شوروی به همراه همسرش، مربیانش و مدیرش، نیکولی کولف، وارد ایالات متحده شد. کولف از هر فرصتی برای ترویج ورزش دراگو به عنوان نشانه برتری شوروی استفاده می کند. قهرمان اسبق سنگین وزن آپولو کرید با انگیزه میهن پرستی و تمایل به عقب نشینی در رینگ، دراگو را به مبارزه ای نمایشگاهی دعوت می کند . راکی در مورد حریف بسیار بزرگتر خود و اینکه کرید از بازنشستگی خارج می شود، ملاحظاتی دارد، اما موافقت می کند که به آموزش آپولو برای مسابقه کمک کند.
نمایشگاه بوکس در هتل MGM Grand Hotel در لاس وگاس برگزار می شود .  آپولو در یک ورودی میهن پرستانه فوق العاده وارد رینگ می شود و جیمز براون آهنگ " زندگی در آمریکا " را اجرا می کند، همراه با دخترهای نمایشی. مبارزه با ضربه زدن آپولو به دراگو به آرامی شروع می شود، اما دراگو به طور ناگهانی با تأثیرات ویرانگر تلافی می کند. در پایان دور اول، راکی و مربی آپولو، دوک، از او التماس کردند که مسابقه را متوقف کند، اما آپولو از انجام این کار خودداری کرد. دراگو در دور دوم او را به شدت کوبید. آپولو پس از یک ضربه به خصوص وحشیانه سقوط می کند و در حال تکان دادن روی زمین دراز می کشد. پس از اینکه مسابقه به نفع دراگو خوانده می شود، او هیچ پشیمانی نشان نمی دهد و به رسانه های جمع شده اظهار نظر می کند: "اگر بمیرد، می میرد." آپولو در اثر این ضربه می میرد.
راکی تصمیم می گیرد خود دراگو را به چالش بکشد، اما برای انجام این کار باید قهرمانی خود را تسلیم کند. اردوگاه دراگو با یک مبارزه غیرمجاز 15 دور در اتحاد جماهیر شوروی در روز کریسمس موافقت می کند ، ترتیبی که برای محافظت از دراگو در برابر تهدیدهای خشونت آمیز در ایالات متحده انجام می شود. راکی بدون رضایت همسرش آدریان به اتحاد جماهیر شوروی سفر می‌کند و پایگاه تمرینی خود را در یک کابین دورافتاده راه‌اندازی می‌کند و تنها دوک و پائولی او را همراهی می‌کنند. دوک با راکی صحبت می کند و بیان می کند که او در واقع آپولو را بزرگ کرده است و مرگ او مانند پدری است که پسرش را از دست داده است و ایمان خود را به راکی ابراز می کند که او پیروز ظاهر خواهد شد. برای آماده شدن برای مسابقه، دراگو از تجهیزات پیشرفته، تیمی از مربیان و پزشکان که بر هر حرکت او نظارت می کنند و دوزهای منظم استروئیدهای آنابولیک استفاده می کند . از سوی دیگر، راکی کار جاده‌ای را در برف عمیق بر روی زمین‌های کوهستانی انجام می‌دهد و با استفاده از تجهیزات مزرعه قدیمی تمرین می‌کند. آدریان به طور غیرمنتظره ای پنج روز قبل از مبارزه می آید تا از راکی حمایت کند، که به راکی قدرت جدیدی می بخشد.
در شب مسابقه، بالبوآ به میان جمعیتی متخاصم وارد می‌شود. دراگو با تشویق و یک مراسم میهن پرستانه مفصل با حضور دبیر کل شوروی و دفتر سیاسی معرفی می شود . دراگو بر خلاف مسابقه اش با آپولو، بلافاصله تهاجمی می شود. راکی در راند اول ضربه می زند، اما در پایان دور دوم یک قلاب سمت راست می زند که چشم چپ دراگو را قطع می کند. در بین راندها، دوک با گفتن اینکه ثابت کرده دراگو فقط انسان است، راکی را تشویق می کند و دراگو به مربیانش می گوید که راکی "مثل یک تکه آهن است."
این دو بوکسور ده‌ها راند بعدی را سپری می‌کنند و راکی با وجود بهترین تلاش‌های دراگو توانست جایگاه خود را حفظ کند. با شروع دور دوازدهم، تماشاگران روسی شروع به تشویق بالبوآ کردند. پس از اینکه کولوف دراگو را به خاطر اتمام نبرد سرزنش می کند، دراگو شورش می کند و او را از رینگ پرتاب می کند و مستقیماً رهبری شوروی را خطاب می کند و می گوید که او فقط برای خودش می جنگد. در راند پایانی، در حالی که هر دو مبارز خسته شده‌اند، راکی دریچه‌ای را به دست می‌آورد تا مجموعه‌ای از ضربات را که KOs Drago، انتقام مرگ آپولو می‌گیرد، وارد کند.
راکی با اذعان به تحقیر اولیه جمعیت از او، سخنرانی پیروزی می کند، اما اشاره می کند که در طول مبارزه به احترام تغییر کرده است. او می گوید که فکر می کند همه می توانند تغییر کنند، بنابراین نیازی به جنگ نیست. راکی سخنرانی خود را با تبریک کریسمس به پسرش پایان می دهد و در حالی که جمعیت کف می زنند، دستانش را به نشانه پیروزی به هوا بلند می کند

## بازیگران
- سیلوستر استالونه … راکی بالبوآ قهرمان فعلی سنگین وزن جهان
- تالیا شایر … همسر راکی و حامی او در تمام مبارزات
- برت یانگ … برادر زن و دوست راکی
- دولف لاندگرن … ایوان دراگو افسر شوروی و بوکسر
- بریگیته نیلسن … همسر و حامی ایوان دراگو
- کارل ویترز … آپولو کرید قهرمان سابق سنگین وزن جهان و صمیمی ترین دوست راکی
- تونی بارتون پدر معنوی و مربی آپولو کرید و پس از مرگ او مربی راکی

- مایکل پتکی در نقش نیکولای کولوف: مربی، برگزارکننده و مدیر برنامه ایوان دراگو.

- راکی کراکوف در نقش راکی بالبوآ جونیور[۵]

- دیوید لوید آستین در نقش میخائیل گورباچف

- سیلویا میلز در نقش مری آن کرید: همسر آپولو

- جورج روگان در نقش سرگئی ریمسکی: یکی دیگر از مربیان ایوان دراگو.

## دنباله‌ها
- راکی ۵ (۱۹۹۰)
- کرید ۲ (۲۰۱۸)